# دوال‌شاک
دوال‌شاک (به انگلیسی DUALSHOCK) نام دسته بازی پلی‌استیشن بود که بعداً به دوال‌سنس (DualSense) تغییر یافت. یک خط از دسته‌های بازی با لرزش بازخورد و کنترل آنالوگ توسعه یافته توسط سونی اینتراکتیو اینترتینمنت برای برند پلی‌استیشن است در نوامبر ۱۹۹۷ معرفی شد و در ابتدا یک لوازم جانبی برای پلی استیشن بود.
سونی ادعا می‌کند به استثنای کنترلرهای همراه، پرفروش‌ترین گیم پد (دسته بازی) در تمام دوران است

## دوال‌شاک
کنترلر آنالوگ دوال شاک (SCPH-1200) دسته ای از محصولات سونی است که در سال ۱۹۹۷ معرفی شد. طرح‌های زیر این دسته، همچنین شامل یک پد جهت، یک دکمه شروع و انتخاب و چهار دکمه با برچسب است که برای اولین بار از نشانه‌های اصلی پلی استیشن یعنی: یک مثلث سبز، یک دایره قرمز، یک ضربدر آبی، و یک مربع صورتی ( ، ، ،) استفاده کرد. از آنجایی که دایره و ضربدر در فرهنگ ژاپنی به ترتیب به معنای بله یا خیر است، آقای تیوو گوتو، طراح دسته، از این موضوع استفاده کرد و به همین خاطر معمولاً از این دکمه‌ها برای «تأیید» و «لغو» در بیشتر بازی‌های پلی استیشن استفاده می‌شود. از آن طرف مثلث نماد یک نقطه نظر است و مربع برابر است با یک ورق کاغذ که در آن برای دسترسی به منوها استفاده می‌شود. در نسخه‌های غربی، توابع دایره و ضربدر اغلب تغییر می‌کنند (دایره برای لغو، ضربدر برای تأیید).
در سال ۲۰۰۰، PS one (نسخه بازسازی شده پلی استیشن ۱) با کنترلر دوال شاک که کمی دوباره طراحی شده بود ، منتشر شد. این کنترلر شبیه به کنترل اول بود، به جز علامت کلمه "PSone" جایگزین "PlayStation" در زیر آرم، یک رنگ بنفش روی دکمه‌ها و چوب‌ها برای مطابقت با طرح رنگی PSone، یک رابط نیم دایره ای شکل و چند رنگ گزینه‌های بدن.

## دوال‌شاک ۲
کنترلر آنالوگ دوال‌شاک ۲ (SCPH-10010) همراه با راه اندازی پلی استیشن ۲ منتشر شد. تقریباً از نظر خارجی با کنترلر آنالوگ دوال شاک قبلی یکسان است، اما با چند تغییر کوچک. دارای موقعیت پیچ متفاوت و یک پیچ کمتر است. یک لوگو آبی دوال شاک ۲ به قسمت بالای کنترلر اضافه شده‌است، اتصال آن مربع‌تر از دوال‌شاک است و هر دو کابل و کانکتور به جای خاکستری سیاه و سفید هستند. کنترل‌کننده استاندارد به جای خاکستری مانند دوال‌شاک اصلی، سیاه است (سایر رنگ‌ها بعدها به بازار آمد). همچنین میله‌های آنالوگ نسبت به دوال‌شاک قبلی کاملاً سفت هستند.

## دوال‌شاک ۳
کنترلر بی‌سیم دوال‌شاک ۳ (SCPH-98050 / CECHZC2) که در نمایشگاه توکیو در سال ۲۰۰۷ اعلام شد یک دسته بازی برای پلی‌استیشن ۳ است. در ابتدا با نسخه‌های قبلی کنسول منتشر شده بود. دوال‌شاک ۳ تقریباً مشابه نسخه قبلی قابلیت حرکتی است اما بازخورد لمسی - همچنین به عنوان بازخورد نیرو نیز شناخته می‌شود که در دوال‌شاک و دوال‌شاک ۲ یافت می‌شود. مانند قابلیت حرکتی، این درگاه یواس‌بی-بی برای شارژ دارد و همچنین می‌تواند در پی‌اس‌پی گو از طریق بلوتوث استفاده شود، اگرچه کنترلر و پی‌اس‌پی گو باید با استفاده از کنسول پلی‌استیشن ۳ ثبت شوند.

## دوال‌شاک ۴

نمودار کنترلر دوال‌شاک ۴ از عقب چپ. نوار نور (آبی) برای شناسایی پخش کننده، پورت میکرو یواس‌بی، صفحه لمسی، دکمه‌های اشتراک گذاری و تنظیمات و سایر کنترل‌ها را نشان می‌دهد.

کنترلر بی‌سیم دوال‌شاک ۴ (CUH-ZCT1) کنترل‌کننده پلی‌استیشن ۴ است. با چندین ویژگی جدید مشابه دوال‌شاک ۳ است. یک ویژگی جدید یک صفحه لمسی خازنی دو نقطه‌ای در قسمت جلوی کنترل‌کننده است که می‌توان روی آن کلیک کرد. این به صفحه لمسی اجازه می‌دهد تا چندین دکمه را نشان دهد، همان‌طور که در نسخه پلی‌استیشن ۴ از Elite Dangerous نشان داده شده‌است که در آن می‌توان چهار گوشه صفحه لمسی را به صورت جداگانه و با کلیک کلیک کرد. کنترل‌کننده از تشخیص حرکت از طریق ژیروسکوپ سه محوره و شتاب سنج سه محوره و ارتعاش پشتیبانی می‌کند.

## دوال‌سنس
کنترلر بی‌سیم دوال‌سنس دسته ای برای پلی‌استیشن ۵ است که در ۷ آوریل ۲۰۲۰ رونمایی شد. این کنترلر مبتنی بر کنترل‌کننده دوال‌شاک ۴ است که قبل از آن ارائه شده‌است اما با تکامل در طراحی و قابلیت‌های آن تحت تأثیر بحث و گفتگو با طراحان بازی و بازیکنان ساخته شده‌است.